# The Red in the Sky is Ours
The Red in the Sky Is Ours en el álbum debut de la banda sueca At the Gates lanzado el 27 de julio de 1992. Fue relanzado en 1993 junto a su segundo álbum With Fear I Kiss the Burning Darkness y después en 2003 con temas adicionales.

## Trasfondo
Cuando At the Gates comenzó a grabar The Red in the Sky Is Ours, apenas llevaban un año juntos como banda. En comparación con el EP Gardens of Grief del año 1991, el guitarrista Anders Björler sintió este álbum más estructurado, y cierta medida, más experimental. Durante ese tiempo, los miembros de la banda comenzaron a aprender musicalmente unos de otros. Björler fue inspirado en gran medida por las ideas del guitarrista Alf Svensson. Sin embargo, Björler comentaría después que la banda "intentó sobradamente impresionar a la gente con demasiados riffs y letras extravagantes".
Björler ha criticado esta producción, calificándola de "extraña" y "con un sonido muy débil".

## Recepción
La revista Decibel ingresó al álbum a su salón de la fama en septiembre de 2014, convirtiéndose en el segundo álbum de At the Gates en recibir tal premio.

## Lista de canciones
| N.º | Título                                          | Duración |  |
| 1.  | «The Red in the Sky Is Ours/The Season to Come» | 4:41     |  |
| 2.  | «Kingdom Gone»                                  | 4:40     |  |
| 3.  | «Through Gardens of Grief»                      | 4:02     |  |
| 4.  | «Within»                                        | 6:54     |  |
| 5.  | «Windows»                                       | 3:53     |  |
| 6.  | «Claws of Laughter Dead»                        | 4:02     |  |
| 7.  | «Neverwhere»                                    | 5:41     |  |
| 8.  | «The Scar»                                      | 2:00     |  |
| 9.  | «Night Comes, Blood Black»                      | 5:16     |  |
| 10. | «City of Screaming Statues»                     | 4:37     |  |

| 2003 temas adicionales, relanzamiento |                              |          |  |
| N.º                                   | Título                       | Duración |  |
| 11.                                   | «All Life Ends» (Live)       |          |  |
| 12.                                   | «Kingdom Gone» (Live)        |          |  |
| 13.                                   | «Ever-Opening Flower» (Demo) |          |  |

## Créditos
At the Gates
- Tomas Lindberg – voz
- Anders Björler – guitarra
- Alf Svensson - guitarra
- Adrian Erlandsson – batería
- Jonas Björler - bajo
- Tony Andersson - bajo (no tocó en el álbum pero fue acreditado)

Invitados
- Jesper Jarold – violín en "The Season to Come", "Through Gardens of Grief" y "Within"